# Tina y Milo
Tina y Milo son las mascotas oficiales de los Juegos Olímpicos y Paralímpicos de Milán-Cortina d'Ampezzo 2026. Diseñadas por una escuela en Taverna. Ellos son hermana y hermano. Ellos se presentaron en la segunda noche del Festival de la Canción de San Remo 2024 el 7 de febrero de 2024. Se ha explicado que la elección de los armiños se debe a la encarnación de estos animales del "espíritu italiano contemporáneo" de curiosidad, capacidad de cambiar según las estaciones y capacidad de adaptación a hábitats desafiantes.

## Historia
Las mascotas fueron seleccionadas en un proceso de competencia que tuvo lugar a finales de 2023 y principios de 2024. Más de muchos diseños de candidatos fueron presentados al Comité Organizador de Milán-Cortina d'Ampezzo, que seleccionó tres pares de diseños de mascotas sin nombre para presentar a los estudiantes italianos de la escuela primaria para la decisión final. Los resultados de la selección se anunciaron el 7 de febrero de 2024, y las mascotas fueron nombradas el mismo día. Se espera que las mascotas ayuden a financiar los Juegos de Milán-Cortina d'Ampezzo a través de acuerdos de comercialización y licencias, aparte del rumor de un posible videojuego propio exclusivo para Sega. La reacción del público a la selección de las mascotas se ha descrito como "mixta" a "generalmente positiva".

## Personajes

### Tina
El nombre de Tina viene de una de las sedes afitrionas, Cortina. Tina, la principal mascota olímpica, simboliza el arte, la música y la fuerza transformadora de la belleza. Es una persona creativa y con los pies en la tierra que vive en la ciudad y le encanta vivir espectáculos y conciertos. Está asombrada por el poder de la belleza y su capacidad de transformarse. Ella está encarnada por la frase: "¡Sueña en grande!"

### Milo
Milo lleva el nombre de otra de las sedes afitrionas Milán. El nació sin pierna y es un soñador. Le encanta hacer bromas pesadas y jugar en la nieve, y en su tiempo libre inventa instrumentos musicales. Nada puede frenar su carácter resistente. A pesar de haber nacido sin pata, ha aprendido a caminar usando su cola. La frase que lo representa es: “Los obstáculos son trampolines”.

### El Flo
Seis pequeñas campanillas de invierno conocidas como "Los Flo", inspiradas en el boceto de los alumnos del Istituto Compresivo Sabin, también acompañarán a los hermanos para resaltar la diversión y la aventura de Milano Cortina 2026. Haciendo que no estén solos en absoluto.

## Características
Milo, un armiño marrón, y Tina, un armiño blanco, son un hermano y una hermana "nacidos en las montañas de Italia" que "decidieron mudarse a la ciudad". Tina, la principal mascota olímpica, simboliza el arte, la música y la fuerza transformadora de la belleza. Milo, la mascota paralímpica, nació sin pierna y representa el ingenio, la fuerza de voluntad y la creatividad.